# Lorraine-Dietrich Type GM
Der Lorraine-Dietrich Type GM ist eine Baureihe von Pkw-Modellen aus der Zeit um 1910. Dazu gehören Type CGM, Type TGM und Type RGM. Hersteller war Lorraine-Dietrich in Frankreich.

## Beschreibung
Die Fahrzeuge wurden von 1909 bis 1910 angeboten. Vorgänger war der Type FM.
Konstrukteur des Motors war Giustino Cattaneo, der für das italienische Partnerunternehmen Isotta Fraschini tätig war. Er entwickelte einen Vierzylinder-Reihenmotor. Er ist als T-Kopf-Motor ausgeführt. Jeweils zwei Zylinder sind paarweise zusammengegossen. 120 mm Bohrung und 140 mm Hub ergeben 6333 cm³ Hubraum. Der Motor war damals in Frankreich steuerlich mit 30 CV eingestuft.
Der Motor ist vorn längs im Fahrgestell eingebaut. Er treibt über ein Vierganggetriebe und Ketten die Hinterräder an. Die Bremse wirkt zeittypisch nur auf die Hinterachse.
Das Fahrgestell des Type CGM hat 3060 mm Radstand, jenes des Type TGM 3310 mm Radstand und das des Type RGM 2800 mm Radstand.